# Хухрята
Хухрята — деревня в составе Краснокамского городского округа в Пермском крае.

## География
Деревня расположена на открытой равнинной местности к западу от реки Камы. Деревня Хухрята находится в западной части Пермской городской агломерации между Пермью и городом Краснокамском, примыкает к юго-восточной границе посёлка Оверята, образуя вместе с ним и другими окрестными посёлками единый населённый пункт.

## Климат
Климат умеренно континентальный. Наиболее тёплым месяцем является июль, средняя месячная температура которого 17,4—18,2 °C, а самым холодным январь со среднемесячной температурой — −15,3…−14,7 °С. Продолжительность безморозного периода 110 дней. Снежный покров удерживается 170—180 дней.

## История
В 1869 году в деревне было учтено 15 дворов и 54 жителя.До 2018 года входила в Оверятское городское поселение Краснокамского района. После упразднения обоих муниципальных образований вошла в состав образованного муниципального образования Краснокамского городского округа.

## Инфраструктура
В посёлке работают фельдшерский пункт и два магазина. Остальные объекты социальной инфраструктуры находятся в соседнем посёлке Оверята и в соседнем селе Мысы. Промышленных предприятий в деревне нет. Жители ведут сельское хозяйство и работают в соседних населённых пунктах.

## Транспорт
Добраться до деревни можно на проходящем пригородном автобусе из Перми, Краснокамска и Оверят либо на такси или личным автотранспортом. Железнодорожное сообщение осуществляется через станцию Оверята, находящейся в одноимённом посёлке.

## Население
Население деревни составило 108 человек в 2002 году, 113 человек в 2010 году.
Согласно результатам переписи 2002 года, в национальной структуре населения русские составляли 95 %.
| 2010 |
| ---- |
| 113  |